# Juan Quezada Celado
Juan Quezada Celado (Santa Bárbara Tutuaca, Dr. Belisario Domínguez, Chihuahua, 6 de mayo de 1940 - 1 de diciembre de 2022) fue un alfarero mexicano pionero en la fabricación de una cerámica inspirada en la cultura prehispánica de Paquimé o Casas Grandes de Oasisamérica. Compartió sus conocimientos con la pequeña comunidad agrícola del pueblo de Mata Ortiz, el cual se transformó en un centro de producción artesanal. Debido a la promoción y enseñanzas que compartió, la cerámica de Mata Ortiz se reconoce a nivel internacional.

## Semblanza biográfica

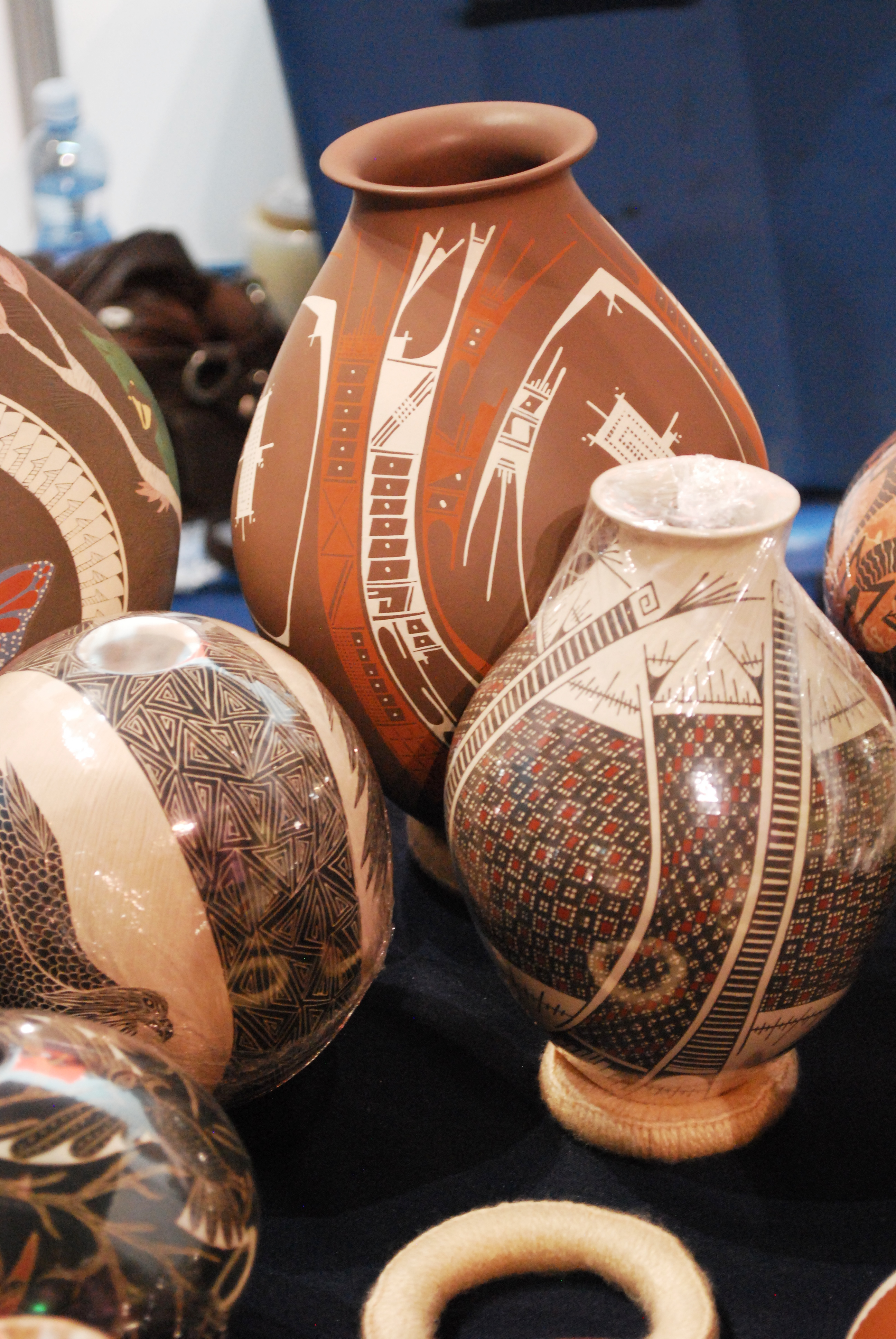
Cerámica de Mata Ortiz durante una exhibición de FONART en la Ciudad de México.

Cuando tenía 14 años de edad solía ir a la montaña a cargar leña, fue entonces cuando encontró en una cueva cerámicas originales de la cultura Paquimé y a partir de entonces las fue coleccionando. Examinó con detalle las piezas encontradas y se dio a la tarea de reproducirlas sin tener conocimientos previos de alfarería. Después de haber realizado varias ensayos a base de prueba y error, logró fabricar sus primeras piezas utilizando arena fina.   Pero éstas no llamaron la atención de sus vecinos, un día de 1955, cuando tenía 15 años de edad, regaló tres ollas a unos comerciantes de ropa para que estos las vendieran en Estados Unidos. Poco tiempo después le pidieron más y más ollas hasta que un día lo visitó el antropólogo Spencer MacCallum. El antropólogo había descubierto las ollas de Quezada en una tienda de segunda mano en Deming, Nuevo México y preguntando por su origen decidió viajar desde San Pedro, California hasta Palomas y finalmente Casas Grandes. Al conocer a Quezada le ofreció un apoyo económico mensual para que continuara su producción, le recomendó no enterrar las ollas, práctica que hacía Quezada para avejentarlas con el objeto de venderlas como si fuesen hallazgos arqueológicos, contrario a esta práctica, le recomendó firmar sus artesanías para evitar problemas. La modalidad de arte individual firmado permitió incrementar el valor de las piezas en gran medida.
Por su parte, MacCallum comenzó a promover sus ollas con diversos museos que se mostraron interesados en exhibirlas. Algunas de las piezas participaron en una subasta que se llevó a cabo en San Francisco, una de ellas se vendió en 600 dólares, este hecho fue la base para tasar el precio de las demás. Las ollas comenzaron a exhibirse en Kansas, California, Texas, Nueva York, Pensilvania y Virginia. La consolidación del éxito se logró entre 1989 y 1990 cuando las ollas se exhibieron en cinco galerías de Arizona y Nuevo México. Las piezas se  han exhibido en varios museos, el museo del Hombre en San Diego, California, el museo Franz Mayer de la Ciudad de México, así como en otros museos de Estados Unidos, Japón y Europa.
La técnica para la fabricación de las ollas se basa en la misma que fue utilizada por la cultura Paquimé hace 600 años, se emplean minerales, como el manganeso, óxido de cobre y barro negro para otorgar dureza a la cerámica. Para calentar las piezas utiliza estiércol como combustible. No se utiliza torno sino un molde y las piezas se pulen con piedra. Los dibujos geométricos son hechos directamente sobre las piezas, sin bosquejos previos. En 1974, junto con sus hermanos — Nicolás, Reynaldo, Lidia, Consolación, Reynalda, Jesús y Genoveva— concentró sus esfuerzos para incrementar la producción de cerámica. Lo siguieron la familia de los hermanos Ortiz del barrio Porvenir, aunque al principio con un diseño menos refinado, poco a poco mejoraron sus técnicas para obtener una mayor calidad. Otros ceramistas de Mata Ortiz que siguieron los pasos de Quezada han sido renocidos, ejemplos de ellos son Abigail López, quien obtuvo un premio mundial de cerámica otorgado por la Unesco y Rubén Lozano Lugo, quien obtuvo el Premio Nacional de Artesanías en 1993. Actualmente (2014) existen más de 300 alfareros en Mata Ortiz, incluyendo dos grupos de ceramistas conformados por mujeres, el Grupo Paquimé y el Grupo Pearson, cada uno de ellos con 52 integrantes.
Juan Quezada impartió cursos de verano en California, Alemania y España. Durante algún tiempo mantuvo contratos de exclusividad con la compañía de aviación Fanstar de Estados Unidos y con la compañía fotográfica Fuji de Japón.

## Premios y distinciones
- Homenaje organizado por el Museo de las Culturas del Norte y placa conmemorativa otorgada por el Gobierno del Estado de Chihuahua en 1998.
- Premio Nacional de Ciencias y Artes en el área de Artes y Tradiciones Populares otorgado por la Secretaría de Educación Pública en 1999.
- Galardón Pantaleón Panduro en reconocimiento a su trayectoria como alfarero, otorgado por el Ayuntamiento de Tlaquepaque, Jalisco en 2000.[6]
- Reconocimiento como Chihuahuense Distinguido por el Gobierno del Estado de Chihuahua en 2014.[7]